# 染色体異常
染色体異常（せんしょくたいいじょう）とは、染色体の、欠失・逆位・転座・重複などによる構造の変化や、染色体数の増減などの変異。また、それが原因で起こるダウン症候群などの病気。染色体突然変異。
元々は突然変異を起こした細胞を顕微鏡で調べた際、染色体が変化しているもの（数が違っていたり形態が違うなど）と変化が発見できないものがあり、前者を「染色体突然変異」、後者は（当時は確認できなかったが）染色体上の遺伝子だけが変化したと考えられ「遺伝子突然変異」または「点突然変異」と呼ばれ区別されたものである。
この記事では染色体の数･形態の異常を伴う染色体異常について述べており、染色体の数や形態の異常を伴わない遺伝子の異常による病気は遺伝子疾患に、原因の明らかでない先天奇形症候群は奇形症候群に詳述されている。また、主に医学的な観点からヒトの染色体異常を中心に解説する。

## 概要
ヒトは22対の常染色体と1対の性染色体を持つが、染色体の量的変化や形の変化があると染色体異常になる。一例としてダウン症でよく見られる「染色体が47本（通常は46本）で21番目の染色体が3本（正常より1本多い）」というケースはこの1本の差で知的障害や内臓奇形などが引き起こされる。また、これ以外にも染色体数は正常と同じ46本だが実際は21番染色体が他の染色体にくっついて（転座）結局3本分ある場合もダウン症になる。

## 染色体異常の種類

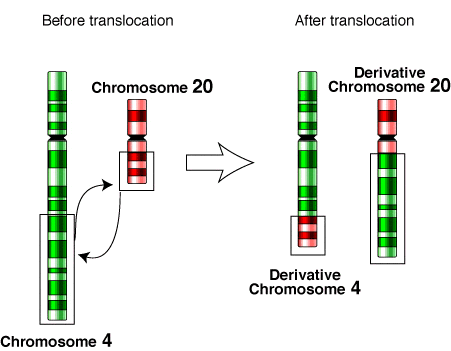
第4染色体と第20染色体の転座

細胞分裂時の染色体不分離現象によるもの
減数分裂する際に染色体が均等に別れず、本来別々の細胞に入る対の2本が同じ細胞に入り、もう一つの細胞では欠落する。この細胞が受精するとその染色体の本数が通常と異なる細胞になる。
通常、染色体は2本で対をなしている（ダイソミー）が、これが1本になるのが「モノソミー」、3本になるのが「トリソミー」、4本になるのが「テトラソミー」、5本になるのが「ペンタソミー」という。
上述の「染色体が47本あるダウン症」は21番染色体のトリソミー。不分離現象は必ずしも遺伝的ではなく、むしろ高齢の女性から生まれた子供に比較的多い。
染色体の数が1対が2本以外の組み合わせで全部そろったセットであるもの（倍数体）。例として全部3本ずつの69本（三倍体 triploidy）など。
三倍体単独は人間では通常流産するが、二倍体とのモザイクでは生存出生する場合がある。
人間を含む哺乳類では倍数体は致死もしくは出生直後に死亡することが多いが、カエルは半数体から3・4・5・6倍体でも普通に生存するなど生物によって違いが多い。
ある染色体の一部もしくは全部が別の染色体にくっついているもの（転座）
均衡型転座と不均衡転座があり、均衡型では染色体の過不足はない（足りない分が他の染色体に同じだけある）ので正常だが、その人の生殖細胞からは転座した染色体が減数分裂でちゃんと1本分の遺伝子が渡されなくなるので不均衡転座の子供が生まれる確率がある、習慣性流産の原因となる場合がある。不均衡型では過不足（部分モノソミーや部分トリソミーなど、場合によっては完全トリソミーの場合も）が生じるので何らかの問題（場合によっては流産）が起きる。なお、親に転座がなくても最初から不均衡転座が生まれるケースもあり「de novo（新生）相互転座」という。
染色体単位で転座しているロバートソン（Robertson ）型転座というものもあり、こちらはDグループ（13から15番）かGグループ（21から22）の染色体の短腕が取れて（ここは遺伝子がないのでこれ自体は異常を起こさない）お互い長腕同士がくっついており、これによってDグループやGグループの染色体がトリソミーやモノソミー（部分型だが実質は1本丸ごとと変わらない変化になる）を起こす。
ダウン症のこのタイプの転座の例をあげると21番染色体が21番同士でくっついているG21/G21転座型やDグループ染色体とくっついているD/G21転座型などがあり、染色体数は正常同様46本だが実際には21番染色体が3つ分あるのでトリソミーと同じような症状が出る。なお、転座している染色体の形状が通常と異なる（21番染色体の分だけ大きくなっている）他、（de novoでない限り）親を調べると染色体数が45本しかない事で見当がつく。
ある染色体の形が変わっているもの（欠失・重複）
転座と違いある染色体の一部が取れてたり（欠失）、逆に一部が二重に存在する（重複）もの。染色体量に変化が起きるので異常が起きる。また欠失の一種で染色体の末端部分が切れてそこがつながり輪のようになっているものもある（環状染色体）。
例として第5番染色体の短腕（V字状突出部の短い方）が欠損する（後述の5p-症候群）とネコなき症（猫鳴き症候群、仏:Cri Du Chat Syndrome 英:cat cry Syndrome）という丸顔で両眼隔離・発育障害・知能障害・子ネコ様の鳴き声などの異常が起きる。また第18番染色体が環状染色体に変形している（E-18リング）と知能や発育に障害が出るほか中耳閉塞・内蔵手足奇形などが起きる。
なお、染色体には、短腕（p）と長腕（q）があり、例えば前述の5番染色体の片方の短腕が欠失することを5pモノソミー（「5番染色体短腕が1本分しかない」という意味）といい、5p-（ゴピーマイナス）と表記する。
同腕染色体
「イソ染色体」とも、分裂時のエラーで両方同側（両方長いor両方短い）の腕になっている染色体。エラーが起こった本人は対になる「両方短いor両方長い腕の染色体」があるので無症状だが、配偶子形成時に問題が生じ（部分トリソミーと部分モノソミーが同時に発生することになる。）通常子供は流産や死産になる。
例外的に「X染色体の長腕の同腕染色体」だけは子供は生存可能だが、後述のターナー症候群になる。
染色体上の遺伝子が同一染色体内部で並びの向きや位置が変化したもの
向きが変わったものを「逆位」、位置が変化したものを「転位」という。
理論上は遺伝子量の違いはなく表現型は正常のはずで、実際に9番染色体中央部の逆位（inv(9)(p12q13)）などは多くの健常者に見られるが、場所によっては何らかの障害や表現型異常を伴う場合もある。
モザイク
染色体異常に限らないが正常の細胞と異常の細胞が混ざっていること。症状は軽度になる。
片親性ダイソミー
普通は父母から1本ずつもらう染色体が、片方の親から2本もらった状態になること。染色体の数は正常だが、障害が現れる。アンジェルマン症候群とプラダー・ウィリー症候群は、染色体のほぼ同じ箇所 (15q11.2) の欠失であるが、両親のどちら由来かによって症状が異なる。
胞状奇胎
全胞状奇胎と部分胞状奇胎でやや経緯は異なる（片親性ダイソミーと三倍体）が、両者とも正常の受精が起きなかったことによる染色体異常発生が原因とされる。
全胞状奇胎は無核卵子と精子が受精した場合で、大半が染色体23Xの精子の遺伝子を倍加させた46XXと一見正常に見えるが、哺乳類の場合は胎児と胎盤の発達に使う遺伝子がそれぞれ母親と父親由来の物なので、この場合（母親由来の遺伝子がない）胎児はごく小さいうちに致死となり、父親由来の遺伝子が多すぎるため胎盤の絨毛組織が異常発達する。
部分胞状奇胎は1つの卵子に2つの精子が受精することで発生し、精子2つ分の遺伝子があるため他に問題が無ければ69XXX、69XXY、69XYYのいずれかの三倍体になり、上記と同様に父親由来の遺伝子が多すぎるため、やはり胎盤の絨毛組織が異常発達する（胎児は生存する場合もある）。

## 常染色体トリソミー
ある常染色体にトリソミーが起きると、その染色体が担当する物質産生などが通常の1.5倍になって様々な影響を及ぼす。常染色体の完全なトリソミーの誕生例は13番・18番・21番染色体の3種類以外はごくまれにしか存在しないが、これはこれらの染色体がトリソミーを起こしやすいわけではなく、流産児の染色体を調べると一番多いのは16番染色体トリソミーであった。
（英語版のen:Warkany syndrome 2（8）、en:Trisomy 9、en:Trisomy 16、en:Trisomy 22も参照。）
この3種類の症候群が多い理由は、他の常染色体には、より重要な遺伝情報が多いため、トリソミーによる変化が致死となり早期に流産するためで、常染色体で一番遺伝子の数が少ないのは一番小さい21番染色体の337個だが、次に少ないのはサイズの近い22番（701個）や20番（710個）ではなく18番の400個、その次が13番の496個となっている。このため上記の3種類の染色体は完全なトリソミーでも生存への悪影響が比較的小さく、出生時まで生存できる可能性がそれなりにあるが、これ以外の出生例が稀なのは生存への悪影響が大きすぎて胎児でも生存が困難なのだろうと考えられている。もっとも出生可能なものでも、流産・死産で出生前に死亡する例の方が多く、一番軽い21トリソミーでも8割は流産になるうえ、流産例と出生に至った例を調べても本質的な違いは見つかっていない。
21トリソミー（いわゆるダウン症候群）(ICD-10 Q90.9)
18トリソミー
女児に多い（男児は流産する場合が多いため）。18番染色体が過剰であるために引き起こされる先天性障害。
口唇裂、口蓋裂、握ったままの手、耳介低位付着などの奇形があり、また先天性心疾患になる可能性もある。先天性心疾患は心室中隔欠損症、心内膜床欠損症など。発見者の名前を取りエドワーズ症候群と呼ばれることもある。
予後は21トリソミーより悪く、1967年の報告（Weber）では生存率は生後2か月で50％、2歳で5％（ただし18トリソミー判定以前に死亡した子供の例が抜けている可能性がある）。1979 - 1988年の64例では生存期間中央値が4日、1週間生存が64％、1歳まで生存が5％。2006年の時点で24例に手段を講じたうえで平均余命152.5日、最高1786日だったという報告がある。
13トリソミー
女児に多い（男児は流産する場合が多いため）。13番染色体が過剰であるために引き起こされる先天性障害。発見者の名前を取りパトー（パトウ、プット、ペイトー）症候群とも呼ばれる。
こちらも予後が悪いが、出生数自体が少ないので出生後の生存率でよいデータがない。
正常細胞とのモザイクではこれら3種以外のトリソミーも出生することがあり、このため染色体分析を行った場合に8・9・13・18・21・22番染色体いずれかの組が3本ある場合は他細胞の染色体混入混入ではなく実際にトリソミー細胞がある可能性を考慮すべきとされる。
常染色体のその他の数の異常については次の通り。
- 常染色体の完全なモノソミーは細胞レベルでも生存が困難なため、常染色体モノソミーだけは妊娠の自覚もないまま流産する[18]。正常細胞とのモザイクでも出生後ではまず見られず（自然流産の胎児ではまれにある）、もし染色体標本でモノソミーの細胞が混じっていた場合は標本制作時に本来あった染色体が無くなった可能性をまず疑うべきとされるほどである[19]。後述の部分モノソミーはモザイクでなくても状況に応じて生存できる場合もある。
- 相同染色体が1本もないのをナリソミーと呼ぶが、これも全て着床前に死亡する。
- 常染色体のテトラソミーについては、ほとんどが流産（もしくは着床前死亡）に終わり、出生例は18テトラソミーなどわずかに報告されているのみである。

## 常染色体部分モノソミー
5pモノソミー（5p-症候群）
5番染色体短腕の一部が欠失することによって起こる。出生時に猫のようなかん高い鳴き声があることから、猫鳴き症候群（仏:Symdrome de Cri Du Chat 英:cat cry Syndrome）とも呼ばれる。特有の鳴き声は成長すると消失するが、重度の知的障害がある。生後すぐは丸顔であるが、成長すると細顔になる。便秘になるヒルシュスプルング病も併発する。ダウン症の原因を発見したルジュンによって1963年に発見された。
4pモノソミー ウォルフ・ヒルシュホーン（Wolf-Hirschhorn）症候群
22q11.2欠失症候群
22番染色体の長腕q11.2領域の微細欠失を原因とする、臓器の奇形などを有する。

## 性染色体の異常

### 性染色体の過剰
性染色体は元々男女で本数が異なり、正常女性でも1本以外は不活性化と言って活動を抑えるため、トリソミーやテトラソミーになっても過剰な染色体は不活性化して物質の生産の変動は小さく、常染色体トリソミーと比較して症状は軽く、一生発見されない場合もある。ただし性別に影響を与える染色体であるため不妊や生殖器の奇形が起きることはある。
クラインフェルター症候群（Klinefelter）
正常男性核型がXYであるのに対し、X染色体が過剰である（XXY、XXXYなど）事で発生し、仮にXXYYなど、Y染色体も複数あってもX染色体が多い場合はクラインフェルター症候群になる。
外見も外性器も男性型であるが精巣の発達が悪く、この為男性ホルモン不足になりやすい他、高確率で不妊になる。女性化乳房が半数に見られる。
知能・精神面では平均すると知能がやや低下する（IQが平均より10から15低くなる）が、大人しい性格（引っ込み思案・恥ずかしがり・未熟・慎重など）とみられることが多い。
治療面ではテストステロン補充、女性化乳房が見られる場合は一過性の場合はそのままでもよいが持続するときは手術。
スーパー女性（超雌）
女性のみに発生。正常女性核型がXXであるのに対し、X染色体が過剰である（XXX、XXXX、XXXXXなど）。XXXの場合は「XXX症候群」や「Xトリソミー」や「トリプルX」と呼ばれる。
身長は高い傾向にあるが、肉体的には特に目立った点はない。生殖能力も普通の女性と変わらない。
知能・精神面では平均すると言語IQが20ほど低下し、半数に言語理解や会話能力低下が見られたが、学習障害の範疇で特殊教育を必要とするものは少数であったと報告されている。
スーパー男性（超雄）
正常男性核型がXYであるのに対し、Y染色体が過剰である（XYY、XYYYなど）。染色体数に応じてXYY症候群などとも呼ばれる。
大多数は高身長で生殖能力は普通の男性と変わらない。
知能・精神面では平均すると正常の範囲だが兄弟より低めで、忍耐力が低い傾向がある。（この為古い本などでは「凶暴性」と書かれていたこともあった）

### 性染色体モノソミー
性染色体モノソミーについては、常染色体と異なり、生存に欠かせない遺伝子を持つX染色体のモノソミー（XO、ターナー症候群）は生存可能であるが、Y染色体のモノソミー(YO)は致死であり、受精後まもなく死ぬ（同じ理由でYYやOO(性染色体なし)なども致死）。また、XOも流産した胎児を調べると自然流産の10％ほどを占めることや、出生に至るのが2010年の調査で新生女児2500人に1人とXXYなど過剰な性染色体異常（500から600回の出産に1回くらい）に比べて極端に低いうえ、同じ45,Xの染色体でも流産するものとそうでないものがあり、この違いは分かっていない。流産の比率から逆算すると受精から誕生に至るのが0.5％程度という説もあり、あまりに低いことから「45,Xは本来致死で胎生期に正常細胞とのモザイク型だったものが成長中に正常細胞が失われ45,Xに見かけ上なったのではないか」という説もある。
ターナー症候群
正常女性核型がXXであるのに対し、X染色体のうち一本が完全または部分（短腕側）的に欠失している（X、XO）。
正常ではX染色体2本の対合による第一次減数分裂が起きずうまく卵子が作られないことによる卵巣の発育不全と、リンパ管の低形成が原因で体に浮腫が起きることで著しい低身長、不妊（モザイクでないターナー症候群の妊娠例は28例のみ報告されている）、第二次性徴の欠如、新生児期の足の浮腫、首周りの襞（翼状頸）が見られ、45,Xでは17％に心臓や大血管の奇形、20％に腎臓の奇形も見られる（短腕欠落などの型はこれより少ない）。これ自体が原因の知的障害はないので、低身長に小頭を伴う場合はターナー症候群ではない。
XXもしくはXYとモザイクを起こしていることがあり、前者は正常細胞との比率にもよるが普通の女性に近くなり月経も1/3程見られるようになる（なお45,X細胞が全身の20％以下の場合はターナー症候群の表現型がほぼみられなくなる）が、後者（XYYやXXYなどとのモザイクの場合もある）のX/XY混合性性腺異形成 （mixed gonadal dysgenesis）は細胞の比率によって典型的なターナー症候群から正常男性まで様々な表現型になる。
精神・知能面に関してはIQが同胞よりやや低いことがあるが正常の範囲。
子宮の未発達などの性未熟症に対しては、カウフマン療法を行う。
低身長に対しては、成長ホルモン補充療法の適応となる。

### 性染色体の組み合わせ一覧
古いデータ（1969年）だが、学研の原色現代科学大事典　7-生命』にヒトの性染色体の異常をまとめた表があったので、これを掲載する。
| 性染色体の構成 | 性染色質 | 染色体数（2n） | 性型                                                                                    |
| -------------- | -------- | -------------- | --------------------------------------------------------------------------------------- |
| XY             | 0        | 46             | 正常男子                                                                                |
| XYY            | 0        | 47             | 男子 通常は正常の範囲内 （編注：現在ではXYYと攻撃性や犯罪行動との関係は否定されている） |
| XXY            | 1        | 47             | 男子間性（クラインフェルター症候群）                                                    |
| XXXY           | 2        | 48             | 〃                                                                                      |
| XXXXY          | 3        | 49             | 〃                                                                                      |
| XXXYY          | 2        | 49             | 〃                                                                                      |
| XXYY           | 1        | 48             | 〃                                                                                      |
| XX             | 1        | 46             | 正常女子                                                                                |
| XO             | 0        | 45             | 女子間性（ターナー症候群）                                                              |
| XXX            | 2        | 47             | 女子 正常に近いが知能が低めとなる傾向                                                   |
| XXXX           | 3        | 48             | 女子 しばしば知的障害や不妊を伴う                                                       |
| XXXXX          | 4        | 49             | 〃                                                                                      |

## 血液疾患における代表的染色体異常
白血病をはじめとする多くの血液疾患において染色体異常を認める。これらは後天的な変化であり、遺伝はしない。あくまでがん細胞（すなわち異常血液細胞）に限局して生じた染色体異常であり、患者の生殖細胞はもちろんのこと、患者の血液に含まれる正常な血液細胞や、他の組織の体細胞にも、これらの異常はみられない。
代表的転座・逆位・欠失・増幅・数の異常については『日本人類遺伝学会』の「09. 白血病・固形腫瘍 a,白血病の間期核FISH分析 p.4」を参照。
有名な染色体異常（p:短腕、q:長腕、数字:バンド）
1. 5qモノソミー（5q-症候群）　5番染色体長腕の一部が欠失することによって起こる骨髄異形成症候群の一種。
2. t(8;21)(q22;q22)  AML1/ETO融合遺伝子 急性骨髄性白血病M2型（分化傾向を持つ急性骨髄芽球性白血病）、AML(M2)の 18 - 40％に見られる。
3. t(9;22)(q34;q11.2)  BCR/ABL融合遺伝子 慢性骨髄性白血病  別名：フィラデルフィア染色体、CMLの90％以上、ALLの20％に見られる。
4. t(11;14)(q21;q32) BCL1遺伝子 マントル細胞リンパ腫
5. t(14;18)(q32;q21) BCL2遺伝子 濾胞性リンパ腫、B細胞系のリンパ腫に見られる。
6. t(15;17)(q22;q12) PML/RARα融合遺伝子 急性骨髄性白血病M3型（急性前骨髄性白血病）、APLの70％に見られる。

## 動物の染色体異常
染色体異常は、ヒトのみならず動物にも見られる。
この一覧では、出生後の個体に確認された単純な数的異常（主にトリソミー）のみを扱い、ある染色体の一部分に関するものや、染色体の結合、モザイク、その他複雑なものについては扱わない。
| 動物種         | 正常な染色体構成                 | 確認されている染色体異常の例 | 備考                                                                                          |
| -------------- | -------------------------------- | --- | --------------------------------------------------------------------------------------------- |
| チンパンジー   | 常染色体23対＋性染色体XXまたはXY | 22トリソミー | 22トリソミーはヒトのダウン症に相当                                                            |
| ゴリラ         | 常染色体23対＋性染色体XXまたはXY | 22トリソミー | 22トリソミーはヒトのダウン症に相当                                                            |
| オランウータン | 常染色体23対＋性染色体XXまたはXY | 22トリソミー | 22トリソミーはヒトのダウン症に相当                                                            |
| イヌ           | 常染色体38対＋性染色体XXまたはXY | 性染色体XO、性染色体XXX、性染色体XXY |                                                                                               |
| ネコ           | 常染色体18対＋性染色体XXまたはXY | 性染色体XO、性染色体XXY | オスの三毛猫は性染色体XXY、あるいはO遺伝子がY染色体に乗り移った場合                           |
| ウシ           | 常染色体29対＋性染色体XXまたはXY | 12トリソミー、16トリソミー、17トリソミー、18トリソミー、20トリソミー、21トリソミー、22トリソミー、23トリソミー、24トリソミー、性染色体XXX、性染色体XXY |                                                                                               |
| ウマ           | 常染色体31対＋性染色体XXまたはXY | 23トリソミー、26トリソミー、28トリソミー、30トリソミー、性染色体XO、性染色体XXX、性染色体XXY、性染色体XXXY、性染色体XXXXY                              |                                                                                               |
| ブタ           | 常染色体18対＋性染色体XXまたはXY | 14トリソミー、性染色体XO、性染色体XXY、性染色体XXXY |                                                                                               |
| スイギュウ     | 常染色体24対＋性染色体XXまたはXY | 性染色体XO、性染色体XXX |                                                                                               |
| リャマ         | 常染色体36対＋性染色体XXまたはXY | 性染色体XO |                                                                                               |
| ヒツジ         | 常染色体26対＋性染色体XXまたはXY | 性染色体XO、性染色体XXY |                                                                                               |
| ニワトリ       | 常染色体38対＋性染色体ZZまたはZW | 15トリソミー、15テトラソミー、性染色体ZZW | 性染色体ZZWの個体は、胚発生時には卵巣を形成するが、成鳥では精巣を形成するように性転換が起きる |